# Vrbičany (kraj środkowoczeski)
Vrbičany – wieś i gmina w Czechach, w powiecie Kladno, w kraju środkowoczeskim. Według danych z dnia 1 stycznia 2014 liczyła 231 mieszkańców.